# Stratford, Kalifornien
Stratford är en ort i Kings County i delstaten Kalifornien, USA.